# いわき泉インターチェンジ
いわき泉インターチェンジ（いわきいずみインターチェンジ）は、福島県いわき市にある小名浜道路のインターチェンジである。

## 歴史
- 2024年（令和6年）12月3日：IC名称が「いわき泉IC」に正式決定[2]。
- 2025年（令和7年）8月7日：供用開始[3]。

## 道路
- 小名浜道路
- 接続する道路
  - 福島県道20号いわき上三坂小野線
  - いわき市道大剣1号・臨港道路

## 周辺
- いわき秀英小学校・中学校・高等学校
- 福島県企業局いわき事業所
- 日産自動車いわき工場
- 小名浜港
  - いわき・ら・ら・ミュウ
  - アクアマリンふくしま
  - イオンモールいわき小名浜
  - いわきサンマリーナ
  - 三崎公園 (福島県)
  - いわきマリンタワー
  - 小名浜美食ホテル

## 隣
小名浜道路
いわき泉IC - いわき添野IC